# Unión Bubi (partido)
La Unión Bubi fue un grupo sociopolítico y luego partido político creado para representar los intereses del pueblo bubi de la isla de Bioko.

## Historia

### Conferencia Constitucional
Creado para su participación en la Conferencia Constitucional de Guinea Ecuatorial de 1967, siendo en la misma sus representantes Mariano Ganet, Teófilo Bieveda, Gaspar Copariate Muebaque (estos dos últimos fueron también miembros del Monalige) y Francisco Douga Mendo (antiguo Secretario General del Monalige en Fernando Poo). 
Pretendía la incorporación de la isla de Bioko a España, o en su defecto, una administración para la isla de Bioko diferente de la de Río Muni.

### Elecciones de 1968 y entrada en el gobierno
Transformado en partido político, en las elecciones generales de Guinea Ecuatorial de 1968, su líder, Edmundo Bossio, obtuvo 5000 votos (5,5 %) en la primera vuelta para su candidatura como presidente, y 7 diputados en la Asamblea Nacional. Para la segunda vuelta presidencial, dio su apoyo a Francisco Macías, que se presentaba a través del partido Idea Popular de Guinea Ecuatorial. 
Otros nombres importantes fueron el de Gustavo Watson Bueco, discípulo de Gregorio Marañón en la Universidad Complutense de Madrid y médico del seminario de Banapá, que era uno de los siete diputados de la Unión Bubi en la Asamblea Nacional y el de Enrique Gori Molubela, quien había participado como vicepresidente de la Asamblea General en la Conferencia Constitucional de Madrid de 1967-1968, mostrándose contrario a la independencia unificada de las naciones bubi y fang, y que pidió el apoyo al SÍ en el referéndum sobre la Constitución de 1968.

### Disolución
Tras la independencia de Guinea Ecuatorial y la crisis diplomática con España, sus líderes fueron perseguidos; Enrique Gori fue juzgado y ejecutado en junio de 1972, Gustavo Watson falleció también en 1972. Edmundo Bossio fue investigado por los Servicios de Información ecuatoguineanos a finales de 1974. Fue  sometido a arresto domiciliario y asesinado bajo la dictadura de Francisco Macías, en febrero de 1975.